# 以色列的菲律賓人
以色列的菲律賓人，人口達30000人，是該國最大的外勞團體。

## 人口
在以色列的菲律賓人人口很難估計，因為很多人是沒得到以色列政府頒發的工作證的非法工作者。據估計10萬在以色列的菲律賓人中40,000至50,000有法律文件，但有30000名工人的許可證已過期並非法逗留。菲律賓駐以色列大使館估計有約31,000菲律賓人在以色列合法工作和生活。他們大多居住在以色列最大的城市特拉維夫，耶路撒冷，海法工作。
以色列的菲律賓人主要工作是照顧老人。
近期以色列政府計劃試圖驅逐大批菲律賓人以及外國非法移民工人，已經造成菲律賓各界的關注。許多在以色列出生的菲律賓工人的孩子都面對被驅逐。